# Шінмін но Мічі

Shinmin no michi, 1941

Шінмін но Мічі (яп. 臣民の道)  — це японський ідеологічний маніфест опублікований міністерством освіти Японської імперії під час другої світової війни, він був спрямований на японську аудиторію, щоб чітко пояснити їм що від них очікує Японська імперія «як від людей, нації, раси».

## Генезис
Влітку 1941 року прем'єр-міністр Японської імперії Коное Фумімаро наказав міністру освіти Японської імперії скласти «Біблію японського народу» під назвою «Шінмін но Мічі», яку також іноді називали «Хіто-до» («Шлях підданого») або «Шінджя-до» («шлях послідовника»). ЇЇ перший тираж склав 30 000 екземплярів, і вийшов він у серпні 1941 року та розійшовся по всіх школах Японської імперії.
«Шінмін но Мічі» містив в собі три розділи, які можна було прочитати за кілька хвилин, і там пояснювалось, як повинні поводитися піддані японського імператора. У першій третині першого розділу цього маніфесту також було подано короткий огляд світової історії з погляду  Японської імперії. 

## Теми
Одна з головних тем цієї книги (маніфесту) стосувалася прямого походження японського імператора Сьова (Хірохіто) від японської богині Аматерасу та релігійної характеристики світогляду «Кокутай», яка була ідентифікована як «теократія», в якій «шлях підданих японського імператора випливає з державного устрою імперії, і повинен охороняти й підтримувати імператорський трон у співіснуванні з Небом і Землею». Японський імператор Сьова (Хірохіто) та його війна (мається на увазі друга японо-китайська війна) були описані як «священні». Чесноти, які він втілив, були унікальними й незмінними.
«Імператорська родина є джерелом японської нації, а національне та приватне життя випливає з цього. Шлях суб’єкта полягає в тому, щоб бути лояльним до Імператора, не поважаючи себе, таким чином підтримуючи Імператорський трон, який співіснує з Небесами та Землею...»
Так звана синівська шанобливість і лояльність були найвищими чеснотами підданих Японської імперії й книга (маніфест) засуджувала «індивідуалізм», лібералізм, утилітаризм і матеріалізм, які ставлять під загрозу ці чесноти.
«Країна була забруднена спотвореним мисленням, і наш священний обов’язок — очистити це та повернутися до доброчесних звичаїв наших предків. Небесні духи наших предків повинні бути працюючи в злагоді та співпраці та демонструючи нашу національну гідність, підкорятися сумлінно, що, працюючи в гармонії з іншими, служить для більшої слави Імператорського престолу».
«Шінмін но Мічі» також стверджував, що так звані союзні держави протягом століть прагнули до світового панування і досягли великого успіху в цьому, про що свідчить той факт, що лише кілька тисяч європейців керували над 450 мільйонами азійців. Західна система цінностей, заснована на жадібності та само потуранні, вважалася винною в незліченних кривавих загарбницьких війнах і нинішній світовій економічній кризі. США було виділено для особливої критики, згадуючи чорношкіре рабство та погане поводження США з меншинами та іммігрантами. 
«Вступ західних країн у всі частини світу, включаючи далекий Схід, забезпечив їм міжнародне панування, а також змусив їх повірити, що вони самі мають право вчиняти шкідливі дії проти інших».

Щодо «священної» війни в Республіці Китай:
«З погляду світової історії, китайська справа є кроком до побудови Японською імперією світу моральних принципів. Розбудова нового світового порядку для забезпечення тривалого миру у світі буде досягнута шляхом утилізації Республіки Китай. ...Китайська справа — це сміливе завдання для Японської імперії, щоб поширювати ідеали заснування великої імперії по всій Східній Азії, а надалі і в усьому світі... Японська імперія — джерело раси Ямато, Маньчжоу-Го — її джерело., а Східна Азія — це рисове поле»
США і Британська імперія були звинувачені в «Шінмін но Мічі» у перешкоджанні встановленню  миру між Японською імперією і Республікою Китай.
В інших розділах «Шінмін но Мічі» йшлося про правильні соціальні та моральні звичаї, деякі расові та євгенічні ідеї, теологію та релігію, військові доктрини та інші аспекти місцевих звичаїв.

## Шлях сім'ї
«Шінмін но Мічі» (Шлях предметів) був доповнений у 1942 році «Іє но мічі» (家の道 або формально, 家の道：文部省戦時家庭教育指導要項解説, Ie no michi: Monbushō senji katei kyōiku shidō yōkō kaisetsu), який детально розробив розділи «Основні принципи національного утворення» (япон.; 国体の本義, Kokutai no hongi), що стосуються традиційних ієрархічних сімейних стосунків японського суспільства. Сімейна злагода підтримується завдяки тому, що кожен член сім'ї виконує свою належну та визначену функцію в сімейній структурі, і подібним чином цей принцип поширюється також на громаду в цілому, а також на Японську імперію.